# クメストロール
クメストロール(Coumestrol)は、クメスタンとして知られるフィトケミカルに分類される天然有機化合物である。エストロゲン活性を持ち、ダイズ等の食物に含まれることから研究の対象となっている。
クメストロールは、1957年にE. M. Bickoffによってアルファルファから初めて同定された。それ以来、豆果、ダイズ、メキャベツ、ホウレンソウ等、様々な植物から見つかっている。クローバーとダイズが最も含有率が高い。
クメストロールはフィトエストロゲンであり、エストロゲン様の生理活性を持つ。2つの水酸基がエストラジオールの2つの水酸基と同じ位置にある分子の形から、この化合物は、アロマターゼやヒドロキシステロイドデヒドロゲナーゼの作用を阻害することができる。これらの酵素は、ステロイドホルモンの生合成に関わっており、これらの酵素の阻害はホルモン生産を調節する。